# アルテュール・サン＝レオン

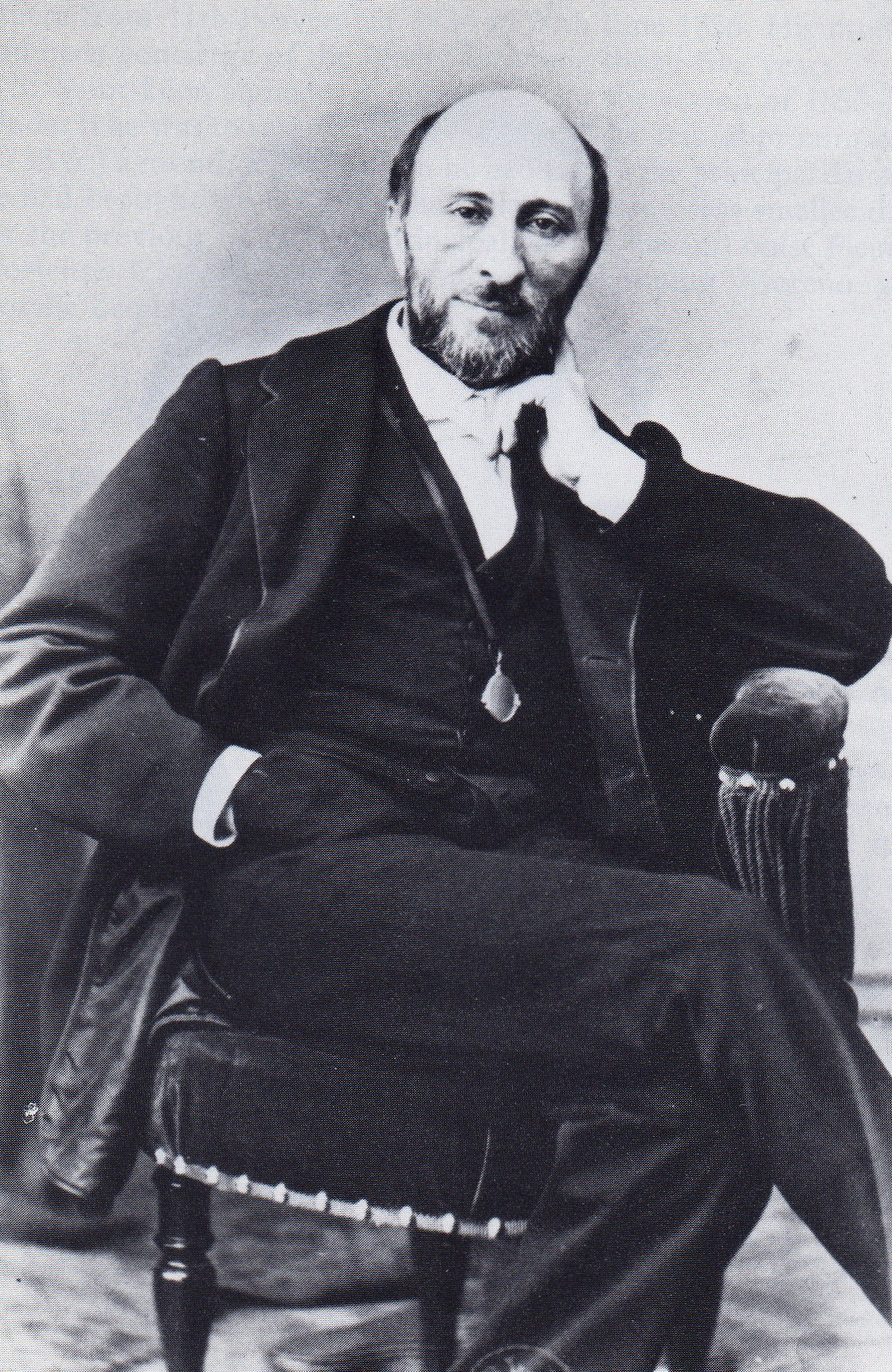
アルテュール・サン＝レオン。ブルーノ・ブラケハイス撮影、パリ、1865年頃

アルテュール・サン＝レオン（Arthur Saint-Léon、1821年9月17日 – 1870年9月2日）は、フランス出身のバレエダンサー・振付家。1859年から1869年までロシアのサンクトペテルブルクでロシア帝室バレエのメートル・ド・バレエを務めた。『コッペリア』の振付で有名である。名前の表記には揺れがあり、ドイツ語風にアルトゥールと書かれることもある。

## 経歴
パリでシャルル・ヴィクトル・アルテュール・ミシェルとして生まれたが、父がシュトゥットガルトで宮廷バレエおよびバレエ劇場のバレエマスターを務めていたため、同地で成長した。父はパリ・オペラ座バレエのダンサーでもあり、その勧めで音楽とダンスを学んだ。バレエに加えてヴァイオリンをヨーゼフ・マイゼダーとニコロ・パガニーニに師事し、ダンサーのみならずヴァイオリニストとしても活動した。
17歳のときにブリュッセルのモネ劇場でファースト・デミ・キャラクテール・ダンサーとしてデビューした。ドイツ、イタリア、イギリスとヨーロッパ中をツアーし、大いに成功した。特に、当時舞台上で男性が踊るのを好まなかったロンドンの観衆にもたいへん気に入られ、ツアーで来演すること自体大いに感謝された。ポワントで踊るバレリーナ以外が拍手を浴びることのほとんどなかったロマン主義の時代において、サン＝レオンは出演する劇場のすべてで拍手喝采を集めた。
ウィーンでファニー・チェッリートと初めて踊ったときから離れがたいパートナーとなり、1845年に結婚するに至った。チェッリートのために振り付けた『ラ・ヴィヴァンディエール』（1843年）はロンドンでヒットした。サン＝レオンはヴェネツィアのフェニーチェ劇場とパリ・オペラ座のためにバレエ作品を制作している。
オペラのマスター・クラスの教師となり、数々の大作バレエにディヴェルティスマンを振り付けた。1851年に妻と離別し、妻がオペラの舞台で踊るよう勧誘を受けると自身はダンサーを引退した。
ヨーロッパ中をツアーしつつリスボンのサン・カルルシュ国立劇場で3年間働いた後、1859年にジュール・ペローの後任としてロシア帝室バレエの本拠地帝室ボリショイ・カーメンヌイ劇場のメートル・ド・バレエに招聘されてサンクトペテルブルクに移った。サン＝レオンは1869年まで同職にあり、サン＝レオンの後をマリウス・プティパが引き継いだ。
サン＝レオンはアデル・グランツォフがお気に入りで、彼女はサン＝レオンの作品の多くに出演した。サン＝レオンはグランツォフをパリ・オペラ座、さらにはイタリアに連れて行ったが、その目的は彼女のために『コッペリア』（1870年）を制作することであった。サン＝レオンは振付を数多く行ったが、ほぼ完成するまでに至ったのは『コッペリア』だけである。『コッペリア』初演は大成功を収めたものの、1870年7月に普仏戦争が勃発してプロイセン軍がパリに迫ったことから9月15日にパリ・オペラ座は閉鎖となり、サン＝レオンはその2日後に亡くなった。さらに11月下旬にはスワニルダ役のジュゼッピーナ・ボツァッキが17歳の誕生日当日に亡くなっている。
サン＝レオンは、1852年に出版された著書 "La Sténochoréographie, ou Art d'écrire promptement la danse"（「ステノコレオグラフィー、あるいはダンス速記法」）で独自に開発したダンス記譜法を紹介したことでも有名である。これは足捌きだけでなく、腕、胴体、頭の動きをも記録する最初の記譜法であった。

## ラ・ヴィヴァンディエール・パ・ド・シス
1848年、サン＝レオンは1846年に制作したバレエ『ラ・ヴィヴァンディエール』のパ・ド・シスを記譜した。この舞踊譜はパリ・オペラ座のアーカイブに保存され、1975年にダンス記譜法の専門家アン・ハッチンソン・ゲストとバレエマスターのピエール・ラコットがジョフリー・バレエのためにサン＝レオンの振付とチェーザレ・プーニの音楽を再構築した。ラコットは1978年に『ラ・ヴィヴァンディエール』をレパートリーとして維持（ただし、マリウス・プティパの改訂振付による『マルキテンカ』としてであり、サン＝レオンの原振付は失われている）していたキーロフ・バレエでこのパ・ド・シスを上演した。以来、このパ・ド・シスは世界中の数々のバレエ団で上演されるようになり、ラ・ヴィヴァンディエール・パ・ド・シス、ロシアではマルキテンカ・パ・ド・シスと呼ばれている。このパ・ド・シスは、サン＝レオンによる振付で唯一現在まで残っているものである（代表作の『コッペリア』も、現在上演されているのはマリウス・プティパがロシア帝室バレエで蘇演するにあたって振付を改訂したもので、原振付とは異なっている）。

## 主な振付作品
- 1843年：『ラ・ヴィヴァンディエール』（音楽：チェーザレ・プーニ）
- 1847年：『大理石の娘』（La Fille de marbre、音楽：チェーザレ・プーニ、ジュール・ペローによる『アルマ、または火の娘（Alma, ou la Fille de feu）』に基づく）
- 1849年：『悪魔のヴァイオリン』（Le Violon du Diable、音楽：チェーザレ・プーニ）。サン＝レオンはダンサーとして出演しつつ、ヴァイオリニストとして演奏も行っている。
- 1850年：『ステラ』（音楽：チェーザレ・プーニ）
- 1860年：『グラジエラまたは愛のいざこざ』（Graziella ou La Querelle amoureuse、音楽：チェーザレ・プーニ）
- 1861年：『セヴィリアの真珠』（La Perle de Sevill、音楽：チェーザレ・プーニ）
- 1864年：『フィアメッタ』（音楽：レオン・ミンクス）
- 1864年：『せむしの仔馬』（音楽：チェーザレ・プーニ）
- 1866年：『金の魚』（Le Poisson doré、音楽：レオン・ミンクス）
- 1866年：『泉』（音楽：レオン・ミンクス、レオ・ドリーブ）
- 1869年：『百合』（Le Lys、音楽：レオン・ミンクス、泉から多くの曲を再利用）
- 1870年：『コッペリア』（音楽：レオ・ドリーブ）